# Solar Energy Generating Systems
Solar Energy Generating Systems (SEGS) est une centrale solaire thermodynamique à miroirs cylindro-paraboliques située en Californie, aux États-Unis. Elle était à sa mise en service la plus grande installation de production d'énergie solaire au monde. Elle se compose de neuf centrales solaires dans le désert de Mojave, où l'ensoleillement est l'un des meilleurs disponibles aux États-Unis. SEGS I-II (44 MW) sont situées à Daggett, SEGS III-VII (150 MW) sont installées à Kramer Junction et SEGS VIII-IX (160 MW) sont à Harper Lake. NextEra Energy Resources exploite et détient en partie les usines situées à Kramer Junction et Lake Harper.

## Description

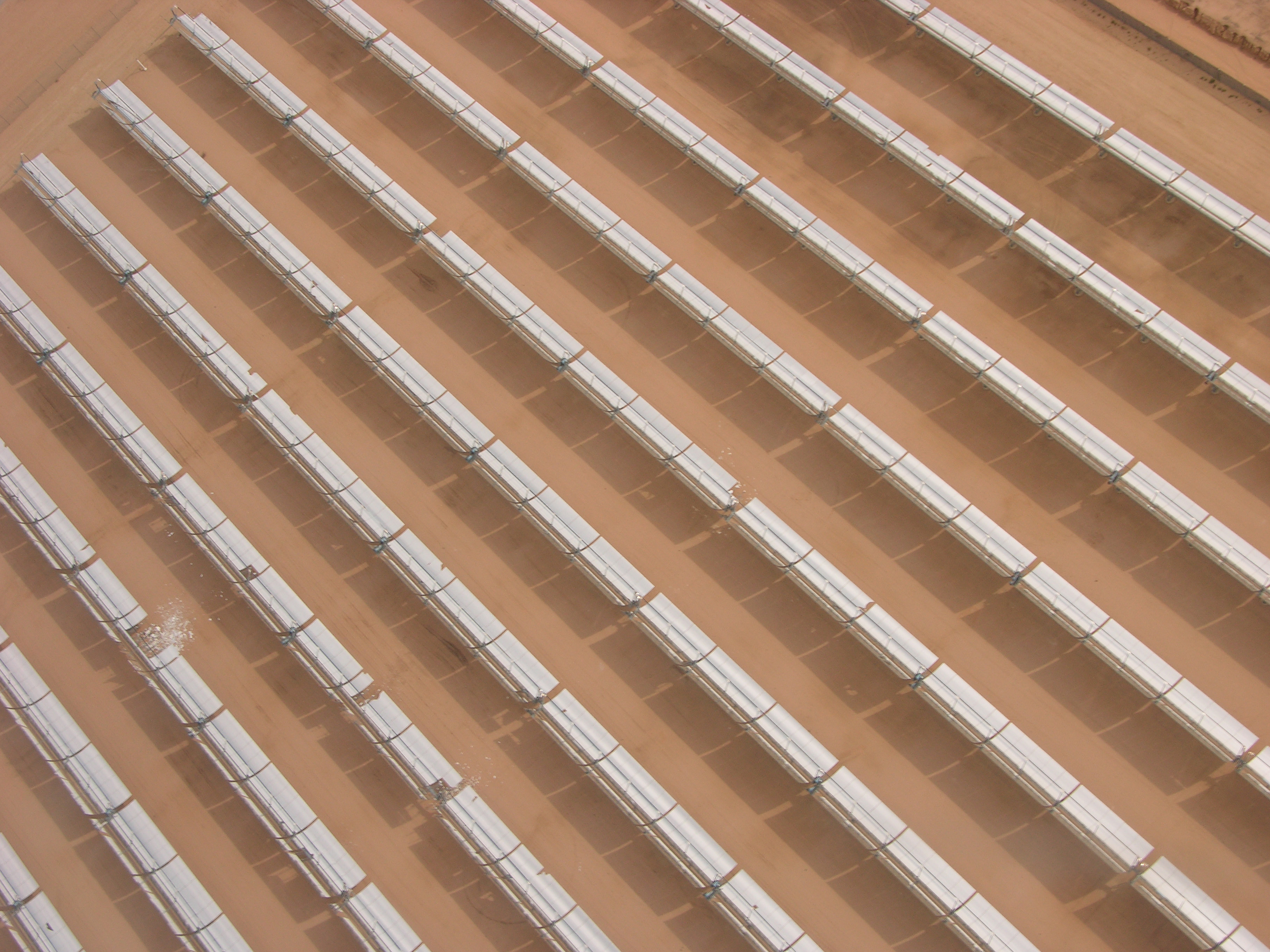
Vue aérienne des miroirs. On peut remarquer que plusieurs sont brisés

Les usines ont une puissance installée de 354 MW, ce qui en faisait la plus grande installation solaire au monde, tous types confondus, jusqu'en 2005 au moins. Elle a depuis été dépassée notamment par la centrale solaire d'Ivanpah, également située aux États-Unis. La puissance moyenne brute produite pour l'ensemble des neuf usines du SEGS est d'environ 75 MWe, soit un facteur de charge de 21 %. En outre, les turbines peuvent être utilisées la nuit pour brûler du gaz naturel.
Selon Nextera, SEGS peut alimenter 232 500 foyers et évite l'émission de 3 800 t de pollution par an, qui aurait été produite si l'électricité était fournie par des combustibles fossiles, tel que le pétrole.
Les installations sont constituées d'un total de 936 384 miroirs et couvrent plus de 6,5 km2. Alignés, les miroirs paraboliques s'étendraient sur 370 km.

## Principe de fonctionnement

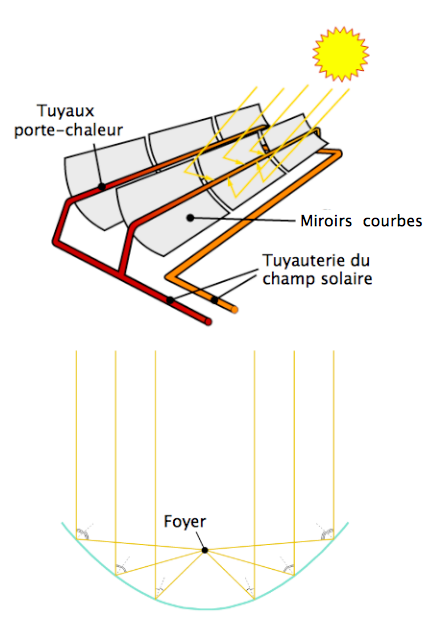
Schéma d'un miroir cylindro-parabolique

L'installation utilise la technologie solaire thermique via des miroirs cylindro-paraboliques, avec en complément du gaz naturel, pour produire de l'électricité. L'électricité  est produite à 90 % grâce à la lumière du soleil. Le gaz naturel est utilisé uniquement lorsque le rayonnement solaire est insuffisant pour répondre à la demande de Southern California Edison, le distributeur d'électricité dans le sud de la Californie.

### Miroirs

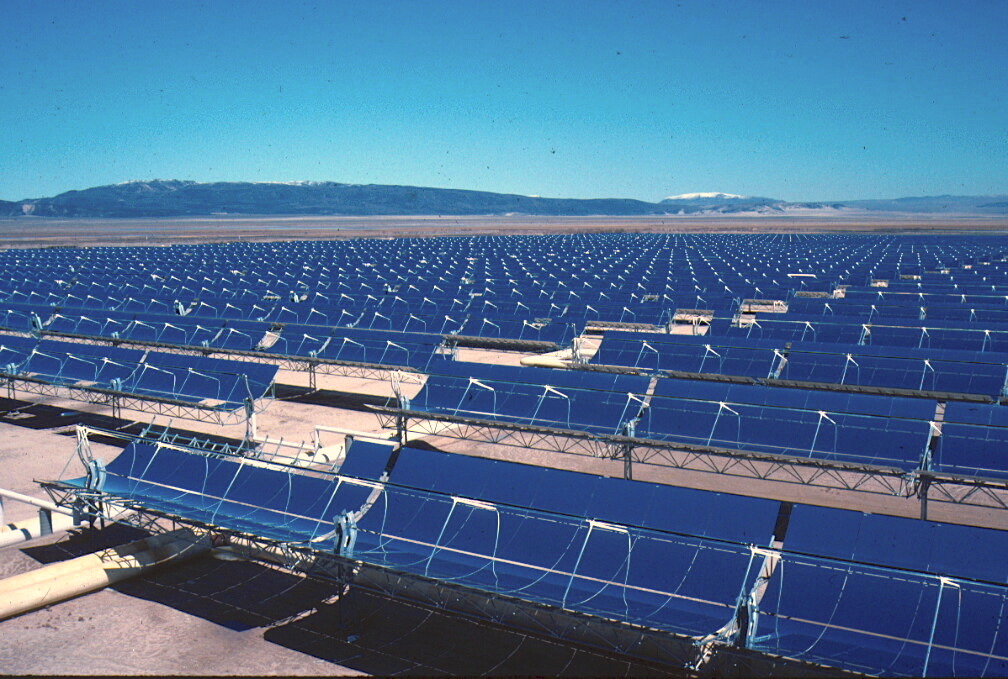
Vue au sol des miroirs.

Les miroirs cylindro-paraboliques (miroirs creux) sont en forme de demi-tube. Le soleil brille sur les panneaux en verre, qui réfléchissent 94 % de la lumière incidente, à la différence des miroirs classiques, qui n'ont que 70 % de réflectivité. Les miroirs suivent automatiquement le soleil toute la journée. La principale cause de bris des miroirs est le vent : 3 000, en moyenne, sont remplacés chaque année. Les opérateurs peuvent faire pivoter les miroirs pour les protéger pendant les tempêtes de vent intense. Un système automatique de lavage est utilisé pour en nettoyer périodiquement la partie réfléchissante.

### Transfert de chaleur
La lumière du soleil est réfléchie sur les miroirs et est dirigée vers un tube central rempli d'huile synthétique, fluide primaire qui s'échauffe à plus de 400 °C. La lumière réfléchie focalisée sur le tube central est de 70  à   80 fois plus intense que la lumière du soleil ordinaire. Le fluide caloporteur transfère sa chaleur à l'eau d'un circuit secondaire, qui bout et entraîne une turbine à vapeur à cycle de Rankine, ce qui génère de l'électricité. L'huile synthétique permet de transporter la chaleur à haute température sans s'évaporer, contrairement à l'eau qui ferait alors augmenter la pression dans le tube.

## Emplacements
Les centrales SEGS ont été construites par Luz Industries, et mises en service entre 1984 et 1991. Kramer Junction emploie environ 95 personnes et 45 personnes travaillent à Harper Lake.
| Centrale                                                      | Année de construction | Localisation | Puissance nominale | Surface au sol | Température de l'huile | Production brute d'électricité (MWh) | Production brute d'électricité (MWh) |
|                                                               |                       |              | (MW)               | (m²)           | (°C)                   | 1996                                 | Moyenne 1998–2002                    |
| ------------------------------------------------------------- | --------------------- | ------------ | ------------------ | -------------- | ---------------------- | ------------------------------------ | ------------------------------------ |
| SEGS I                                                        | 1984                  | Daggett      | 14                 | 82 960         | 307                    | 19 900                               | 16 500                               |
| SEGS II                                                       | 1985                  | Daggett      | 30                 | 165 376        | 316                    | 36 000                               | 32 500                               |
| SEGS III                                                      | 1986                  | Kramer Jct.  | 30                 | 230 300        | 349                    | 64 170                               | 68 555                               |
| SEGS IV                                                       | 1986                  | Kramer Jct.  | 30                 | 230 300        | 349                    | 61 970                               | 68 278                               |
| SEGS V                                                        | 1987                  | Kramer Jct.  | 30                 | 250 500        | 349                    | 71 439                               | 72 879                               |
| SEGS VI                                                       | 1988                  | Kramer Jct.  | 30                 | 188 000        | 390                    | 71 409                               | 67 758                               |
| SEGS VII                                                      | 1988                  | Kramer Jct.  | 30                 | 194 280        | 390                    | 70 138                               | 65 048                               |
| SEGS VIII                                                     | 1989                  | Harper Lake  | 80                 | 464 340        | 390                    | 139 174                              | 137 990                              |
| SEGS IX                                                       | 1990                  | Harper Lake  | 80                 | 483 960        | 390                    | 141 916                              | 125 036                              |
| Sources: Solargenix Energy, KJC Operating Company, IEEE, NREL |                       |              |                    |                |                        |                                      |                                      |

| Année  | SEGS I  | SEGS II | SEGS III  | SEGS IV   | SEGS V    | SEGS VI   | SEGS VII  | SEGS VIII | SEGS IX   | Totale     |
| ------ | ------- | ------- | --------- | --------- | --------- | --------- | --------- | --------- | --------- | ---------- |
| 1985   | 19 261  |         |           |           |           |           |           |           |           | 19 261     |
| 1986   | 22 510  | 25 085  |           |           |           |           |           |           |           | 47 595     |
| 1987   | 25 055  | 23 431  | 49 444    | 52 181    |           |           |           |           |           | 150 111    |
| 1988   | 16 927  | 38 914  | 61 475    | 64 762    | 62 858    |           |           |           |           | 244 936    |
| 1989   | 23 527  | 43 862  | 63 096    | 70 552    | 65 280    | 48 045    | 38 868    |           |           | 353 230    |
| 1990   | 21 491  | 39 156  | 69 410    | 74 661    | 72 449    | 62 690    | 57 661    | 114 996   | 5 974     | 518 488    |
| 1991   | 20 252  | 35 168  | 60 134    | 64 600    | 59 009    | 64 155    | 58 373    | 102 464   | 144 805   | 608 960    |
| 1992   | 17 938  | 32 481  | 48 702    | 51 007    | 55 383    | 47 087    | 46 940    | 109 361   | 129 558   | 538 457    |
| 1993   | 20 368  | 36 882  | 58 248    | 58 935    | 67 685    | 55 724    | 54 110    | 130 999   | 130 847   | 613 798    |
| 1994   | 20 194  | 36 566  | 56 892    | 57 795    | 66 255    | 56 908    | 53 251    | 134 578   | 137 915   | 620 354    |
| 1995   | 19 800  | 35 853  | 56 663    | 54 929    | 63 757    | 63 650    | 61 220    | 133 843   | 138 959   | 628 674    |
| 1996   | 19 879  | 35 995  | 64 170    | 61 970    | 71 439    | 71 409    | 70 138    | 139 174   | 141 916   | 676 090    |
| 1997   | 19 228  | 34 817  | 64 677    | 64 503    | 75 936    | 70 019    | 69 186    | 136 410   | 139 697   | 674 473    |
| 1998   | 18 686  | 33 836  | 70 598    | 71 635    | 75 229    | 67 358    | 67 651    | 137 905   | 119 732   | 662 630    |
| 1999   | 11 250  | 33 408  | 70 689    | 71 142    | 70 293    | 71 066    | 66 258    | 135 233   | 107 513   | 636 852    |
| 2000   | 17 235  | 31 207  | 65 994    | 63 457    | 73 810    | 68 543    | 64 195    | 140 079   | 128 315   | 652 835    |
| 2001   | 9 255   | 17 580  | 57 857    | 52 696    | 59 925    | 58 004    | 50 378    | 119 127   | 114 607   | 539 429    |
| 2002   | 11 381  | 16 009  | 51 131    | 59 169    | 65 741    | 58 964    | 54 463    | 120 884   | 113 824   | 551 566    |
| 2003   | 6 913   | 11 142  | 59 027    | 58 100    | 61 921    | 50 504    | 49 154    | 119 357   | 115 541   | 531 659    |
| 2004   | 8 421   | 14 582  | 64 413    | 62 006    | 67 717    | 53 618    | 50 479    | 124 089   | 123 605   | 568 930    |
| 2005   | 6 336   | 13 375  | 56 680    | 56 349    | 62 309    | 51 827    | 46 628    | 120 282   | 120 915   | 534 701    |
| 2006   | 5 559   | 7 547   | 51 721    | 52 439    | 53 471    | 45 076    | 42 050    | 117 451   | 117 310   | 492 624    |
| 2007   | 0       | 5 445   | 59 480    | 59 799    | 59 547    | 65 832    | 58 307    | 122 676   | 122 699   | 553 785    |
| 2008   | 10 705  | 28 040  | 69 012    | 69 338    | 69 316    | 67 156    | 65 185    | 135 492   | 150 362   | 664 606    |
| 2009   | 9 033   | 18 635  | 62 971    | 63 563    | 59 820    | 62 750    | 58 950    | 131 474   | 139 756   | 606 952    |
| 2010   | 10 648  | 22 829  | 60 029    | 63 084    | 54 328    | 63 576    | 58 836    | 155 933   | 163 899   | 653 162    |
| 2011   | 11 164  | 26 198  | 61 350    | 57 684    | 60 451    | 59 327    | 57 378    | 152 463   | 160 506   | 646 521    |
| 2012   | 11 666  | 25 126  | 56 877    | 62 414    | 62 877    | 56 082    | 54 147    | 145 247   | 164 203   | 638 639    |
| 2013   | 9 403   | 23 173  | 56 824    | 58 317    | 57 758    | 52 539    | 48 183    | 141 356   | 154 082   | 601 635    |
| Totale | 424 085 | 746 342 | 1 627 564 | 1 657 087 | 1 674 564 | 1 491 909 | 1 401 989 | 3 120 873 | 3 086 540 | 15 230 953 |

La centrale peut également utiliser le gaz naturel 
| Année | Gaz naturel | Solaire | Totale  |
| ----- | ----------- | ------- | ------- |
| 2001  | 300 721     | 539 429 | 840 150 |
| 2002  | 318 761     | 551 566 | 870 327 |
| 2003  | 233 388     | 531 659 | 765 047 |
| 2004  | 169 907     | 568 930 | 738 837 |
| 2005  | 87 163      | 534 701 | 621 864 |
| 2006  | 120 928     | 492 624 | 613 552 |
| 2007  | 111 918     | 553 785 | 665 703 |
| 2008  | 81 605      | 664 606 | 746 211 |
| 2009  | 233 685     | 606 952 | 840 637 |
| 2010  | 225 092     | 653 162 | 878 254 |
| 2011  | 242 063     | 646 521 | 888 584 |
| 2012  | 227 484     | 638 639 | 866 123 |
| 2013  | 74 803      | 601 635 | 676 438 |

### Harper Lake
SEGS VIII et SEGS IX, situés à 35° 01′ 54″ N, 117° 20′ 53″ O, étaient jusqu'au début des années 2010 les plus grandes centrales solaires individuellement et collectivement au monde; elles sont maintenant dépassées par exemple par la centrale solaire d'Ivanpah. Elles sont les dernières, les plus grandes et les plus avancées des neuf unités du SEGS. Elles ont été conçues pour faire des économies d'échelle. SEGS VIII et IX ont fonctionné de façon continue et ont été un succès commercial depuis le début.

### Kramer Junction
Cet emplacement (35° 00′ 51″ N, 117° 33′ 32″ O) reçoit en moyenne 340 jours de soleil par an, ce qui en fait un endroit idéal pour la production d'électricité solaire. L'ensoleillement direct normal moyen est de 7,44 kWh/m²/jour (310 W/m²), l'un des meilleurs des États-Unis.

### Daggett
SEGS I et II sont situées à 34° 51′ 47″ N, 116° 49′ 37″ O.

## Accidents et incidents
En février 1999, un réservoir de stockage de 3 400 m3 de therminol a explosé à la centrale solaire SEGS II (Daggett), projetant des flammes et de la fumée dans le ciel. Les autorités ont essayé de protéger des flammes deux cuves adjacentes qui contenaient de l'acide sulfurique et de l'hydroxyde de sodium. Une zone de 1,3 km2 a été évacuée.